# Nigramma nula
Nigramma nula là một loài bướm đêm trong họ Noctuidae.